# Niels Sigfred Nebelong
Niels Sigfred Nebelong, född 14 oktober 1806, död 9 oktober 1871, var en dansk arkitekt. Han var bror till arkitekten Johan Henrik Nebelong och far till organisten Johan Henrik Nebelong.
Nebelong var en av sin tids mest använda arkitekter i Danmark och uppförde en mängd byggnader i och utom Köpenhamn. På 1840-talet restaurerade han Ribe domkyrka och återuppförde från 1863 Viborgs domkyrka, förutom kryptan och däröver liggande korparti som bibehölls från de gamla kyrkan. Hans restaureringar betraktas idag ofta som väl hårdhänta.

## Utmärkelser
- Riddare av Dannebrogorden,  1856[3]

[Redigera Wikidata]